# 우리들의 드라마 시리즈
우리들의 드라마 시리즈(일본어: ボクたちのドラマシリーズ)는 후지 TV 계열 제작으로 매주 텔레비전 드라마 시간대이다.

## 작품 목록
- 《방과후》
- 《그때, 하트는 도둑 맞은》
- 《시라토리 레이코입니다!》
- 《부탁 달링!》
- 《부탁 데몬!》
- 《막말 고교생》
- 《시간을 달리는 소녀》